# Argiope aemula
Argiope aemula (лат.) — вид аранеоморфных пауков из семейства пауков-кругопрядов.
Самки этого вида — одни из самых крупных в роде, длина тела до 2 см. Брюшко овальной формы, с почти незаметными плечевыми бугорками, на спинной поверхности с 3 желтовато-белыми и 2 чёрными полосами в передней части брюшка и с кружевом чёрных полос на светлом фоне в задней части. Самцы в несколько раз меньше самок. Питается крупными насекомыми. Яд слабый, для человека не опасный.
Паутина встречается на обочинах дорог, на сельскохозяйственных угодьях. Стабилимент на паутине крестообразный.
Вид распространён в Юго-Восточной Азии и островах западной части Тихого океана — в Индии, Китае, Индокитае, Индонезии, на Филиппинах, Новой Гвинее, Новых Гебридах.